# Stefano Canti
Stefano Canti (San Marino, 28 agosto 1975) è un politico sammarinese, Segretario di Stato nella XXX legislatura della Repubblica di San Marino.

## Biografia
Nato a San Marino il 28 agosto 1975, si candida per la prima volta alla carica di Consigliere della Repubblica di San Marino alle elezioni politiche del 2012, tra le file del Partito Democratico Cristiano Sammarinese, venendo eletto.
Viene riconfermato in Consiglio Grande e Generale alle elezioni del 2016.
A seguito dei risultati delle elezioni politiche dell'8 dicembre 2019, al PDCS, quale primo partito, viene assegnato il compito di costituire una maggioranza. Nasce così il nuovo governo formato da PDCS, Movimento civico RETE ed NPR.
L'8 gennaio 2020 giura quale nuovo Segretario di Stato per il Territorio e l'Ambiente, l'Agricoltura, la Protezione Civile e i rapporti con l'A.A.S.L.P. per la XXX Legislatura di Governo. .
Geometra e dipendente presso AASLP, è sposato e padre di due figli.